# UWC México 31
UWC México 31: Luna vs. Uruchurtu fue un evento de artes marciales mixtas producido por Ultimate Warrior Challenge México, que se llevó a cabo el 25 de febrero de 2022 en el Entram Gym de Tijuana, Baja California, México.